# Wladimir Tritschkow
Wladimir Jossifow Tritschkow, auch als Wlado Tritschkow bekannt, (bulgarisch Владимир Йосифов Тричков; * 14. März 1899 in Tran; † 4. Juni 1944 in Gorno Kamarzi) war ein bulgarischer Partisan.

## Leben
Tritschkow trat 1919 der Bulgarischen Kommunistischen Partei bei. 1925 wurde er nach politisch motivierten Aktionen zum Tode verurteilt, das Urteil jedoch nicht vollstreckt. Nach einer Amnestie emigrierte er im Jahr 1936 zunächst in die Sowjetunion und kämpfte dann von 1936 bis 1939 im spanischen Bürgerkrieg. 1939 kehrte er nach Bulgarien zurück. Dort wurde er zweimal verhaftet und in einem Konzentrationslager interniert. Ab Herbst 1943 war er Kommandeur der 1. Aufständischen operativen Zone. 1944 wurde er Mitglied des Hauptstabes der bulgarischen Volksbefreiungsarmee. Er fiel bei Kampfhandlungen mit der Polizei.